# Tony Plana
José Antonio Plana, meglio conosciuto col diminutivo Tony (L'Avana, 19 aprile 1952), è un attore cubano naturalizzato statunitense.

## Biografia
Diplomato alla Royal Academy of Dramatic Art di Londra, la sua attività artistica è incentrata prevalentemente nelle rappresentazioni teatrali. Interprete shakesperiano, recita e dirige molte delle opere del Bardo.
Il maggior successo cinematografico di Plana è l'interpretazione di Emiliano Della Sierra in Ufficiale e gentiluomo (1982) di Taylor Hackford. Dal 2006 al 2010 è nel cast della serie televisiva Ugly Betty, dove interpreta Ignacio Suarez, padre della protagonista. Nel 2011 ottiene un piccolo ruolo in Desperate Housewives, dove interpreta il ruolo di Alejandro Perez, patrigno della casalinga Gabrielle Solis.
È noto nel mondo dei videogiochi per aver doppiato la voce inglese di Manny Calavera, protagonista dell'avventura grafica Grim Fandango.
Dal 1988 è sposato con l'attrice messicana Ada Maris, da cui ha avuto due figli, Alejandro e Isabel.

## Filmografia parziale

### Cinema
- Il grugnito dell'aquila (First Family), regia di Buck Henry (1980)
- Incontri particolari (Circle of Power), regia di Bobby Roth (1981)
- Per amore e per denaro (Love & Money), regia di James Toback (1982)
- Ufficiale e gentiluomo (An Officer and a Gentleman), regia di Taylor Hackford (1982)
- La ragazza di San Diego (Valley Girl), regia di Martha Coolidge (1983)
- Nightmares - Incubi (Nightmares), regia di Joseph Sargent (1983)
- El Norte, regia di Gregory Nava (1983)
- L'affare del secolo (Deal of the Century), regia di William Friedkin (1983)
- Tempi migliori (The Best of Times), regia di Roger Spottiswoode (1986)
- I tre amigos! (Three Amigos!), regia di John Landis (1986)
- Salvador, regia di Oliver Stone (1986)
- Sing Sing chiama Wall Street (Buy and Cell), regia di Robert Boris (1987)
- Disorderlies, regia di Michael Schultz (1987)
- Romero, regia di John Duigan (1989)
- Perché proprio a me? (Why Me?), regia di Gene Quintano (1990)
- Havana, regia di Sydney Pollack (1990)
- La recluta (The Rookie), regia di Clint Eastwood (1990)
- La giustizia di un uomo (One Good Cop), regia di Heywood Gould (1991)
- JFK - Un caso ancora aperto (JFK), regia di Oliver Stone (1991)
- I dinamitardi (Live Wire), regia di Christian Duguay (1992)
- Gli intrighi del potere - Nixon (Nixon), regia di Oliver Stone (1995)
- Schegge di paura (Primal Fear), regia di Gregory Hoblit (1996)
- Stella solitaria (Lone Star), regia di John Sayles (1996)
- Codice omicidio 187 (One Eight Seven), regia di Kevin Reynolds (1997)
- Canción desesperada, regia di Jorge Coscia (1997)
- The Disappearance of Garcia Lorca, regia di Marcos Zurinaga (1997)
- Il meraviglioso abito color gelato alla panna (The Wonderful Ice Cream Suit), regia di Stuart Gordon (1998)
- L'ombra del dubbio (Shadow of Doubt), regia di Randal Kleiser (1998)
- Ho solo fatto a pezzi mia moglie (Picking Up the Pieces), regia di Alfonso Arau (2000)
- Infiltrato speciale (Half Past Dead), regia di Don Michael Paul (2003)
- Goal!, regia di Danny Cannon (2005)
- Pipistrelli Vampiro (Vampire Bats), regia di Eric Bross (2005)
- Infiltrato speciale 2 (Half Past Dead 2), regia di Art Camacho (2007)
- Life Is Hot in Cracktown, regia di Buddy Giovinazzo (2009)
- Pain & Gain - Muscoli e denaro (Pain & Gain), regia di Michael Bay (2013)
- Tom Clancy's Ghost Recon Wildlands: War Within The Cartel - cortometraggio, regia di Avi Youabian (2017)
- End of Justice - Nessuno è innocente (Roman J. Israel, Esq.), regia di Dan Gilroy (2017)
- Wasp Network, regia di Olivier Assayas (2019)
- Bombshell - La voce dello scandalo (Bombshell), regia di Jay Roach (2019)

### Televisione
- Sadat, regia di Richard Michaels – miniserie TV (1983)
- Miami Vice - serie TV episodi 1x17 e 4x14 (1984-1988)
- Gli strangolatori della collina (The Case of the Hillside Stranglers), regia di Steve Gethers – film TV (1989)
- Seinfeld - serie TV, episodio 2x05 (1991)
- Veronica Clare - serie TV, 9 episodi (1991)
- Svitati in divisa (Bakersfield P.D.) - serie TV, 17 episodi (1993-1994)
- Il fuoco della resistenza - La vera storia di Chico Mendes (The Burning Season: The Chico Mendes Story), regia di John Frankenheimer – film TV (1994)
- Star Trek: Deep Space Nine - serie TV, episodi 2x20 e 2x21 (1994)
- E.R. - Medici in prima linea (ER) - serie TV, episodio 2x10 (1995)
- La signora in giallo (Murder, She Wrote) - serie TV, episodio 12x13 (1996)
- West Wing - Tutti gli uomini del Presidente (The West Wing) - serie TV, episodio 2x13 (2000)
- Detective Monk (Mr. Monk Goes to Mexico) - serie TV, episodio 2x02 (2003)
- 24 - serie TV, 5 episodi (2005)
- Ugly Betty - serie TV, 85 episodi (2006-2010)
- Royal Pains - serie TV, episodio 2x05 (2010)
- Body of Proof - serie TV, episodio 1x07 (2011)
- Desperate Housewives - serie TV, 5 episodi (2011)
- Person of Interest – serie TV, episodio 2x09 (2012)
- Castle – serie TV, episodio 8x04 (2015)
- The Fosters - serie TV, 6 episodi (2015-2017)
- The Young Pope - serie TV, 3 episodi (2016)
- StartUp - serie TV, 14 episodi (2016-2018)
- Elementary – serie TV, episodio 6x06 (2017)
- The Punisher - serie TV, 8 episodi (2017-2019)
- Giorno per giorno (One Day at the Time) - serie TV, 4 episodi (2017-2019)
- Mayans M.C. - serie TV, 7 episodi (2018)
- The Affair - Una relazione pericolosa (The Affair) - serie TV, episodio 5x07 (2019)
- Superstore - serie TV (2017-2020)
- The Good Fight - serie TV, 5 episodi (2021)
- Infiltrati alla Casa Bianca - White House Plumbers (White House Plumbers) – miniserie TV, 3 puntate (2023)
- Non sono ancora morta (Not Dead Yet) – serie TV, episodio 1x07 (2023)
- Evil – serie TV, episodio 4x03 (2024)

### Doppiaggio
- Manny Calavera in Grim Fandango

## Doppiatori italiani
Nelle versioni in italiano delle opere in cui ha recitato, Tony Plana è stato doppiato da:
- Ennio Coltorti in Goal!, Ugly Betty, Desperate Housewives, Motive, Shooter, Wasp Network, Infiltrati alla Casa Bianca - White House Plumbers
- Saverio Moriones in Miami Vice, La recluta, Infiltrato speciale, CSI - Scena del crimine, Infiltrato speciale 2
- Stefano Mondini in Resurrection Blvd., Gli intrighi del potere, Colony, Non sono ancora morta
- Oliviero Dinelli in Body of Proof, Castle, The Affair - Una relazione pericolosa
- Natale Ciravolo in Disorderlies, Ally McBeal
- Michele Gammino in Salvador, Lethal Weapon
- Massimo Giuliani in Perché proprio a me?, I dinamitardi
- Eugenio Marinelli in La giustizia di un uomo, Psych
- Nino Prester in Blue Bloods, Bull
- Stefano Benassi in The Young Pope, The Punisher
- Mauro Gravina in Ufficiale e gentiluomo[1]
- Piero Tiberi ne I tre amigos!
- Gigi Angelillo in Sing Sing chiama Wall Street
- Sergio Tedesco in Gli strangolatori della collina
- Luca Dal Fabbro in Romero
- Marzio Margine in Schegge di paura
- Bruno Conti in Stella solitaria
- Paolo Maria Scalondro in E.R. - Medici in prima linea
- Pasquale Anselmo in La signora in giallo
- Marco Mete in Havana
- Angelo Maggi in Codice omicidio 187
- Massimo Pizzirani ne L'ombra del dubbio
- Pietro Biondi in Fidel - La storia di un mito
- Mauro Bosco in The Closer
- Franco Zucca in Detective Monk
- Paolo Buglioni in 24
- Rodolfo Bianchi in Una donna alla Casa Bianca
- Pieraldo Ferrante in Person of Interest
- Roberto Certomà in Pain & Gain - Muscoli e denaro
- Edoardo Siravo in The Blacklist
- Carlo Valli in StartUp
- Ambrogio Colombo in Elementary
- Luciano Roffi in End of Justice - Nessuno è innocente
- Dario Penne in Giorno per giorno
- Guido Sagliocca in Mayans M.C.
- Antonio Palumbo in Bombshell - La voce dello scandalo
- Luca Biagini in The Good Fight
- Giuliano Bonetto in Nightmares - Incubi (ridoppiaggio)

Da doppiatore è stato sostituito da:
- Renato Cecchetto in Grim Fandango